# Лоянский метрополитен
Лоянский метрополитен — действующий c 28 марта 2021 года метрополитен в городе Лояне, КНР.

## История
Строительство началось в 2017 году. Открыт 28 марта 2021 года первой линией Запад-Восток. 26 декабря 2021 года добавилась вторая линия Север-Юг.

## Линии
Две линии:
- Первая (Зеленая) — открыта 28 марта 2021 года, 19 станций, 25,3 км[1].
- Вторая (Красная) — открыта 26 декабря 2021 года, 15 станций, 18,3 км[3].